# 1992 Galvarino
1992 Galvarino је астероид главног астероидног појаса са средњом удаљеношћу од Сунца која износи 2,995 астрономских јединица (АЈ).
Апсолутна магнитуда астероида је 12,8.